# Kretsloppshuset
Kretsloppshuset är ett ekologiskt projekt byggt av Kretsloppsföreningen i Mörsil.

## Bakgrund
Efter Riokonferensen
1992 startade Agenda 21-arbeten i många kommuner i Sverige. En av de viktigaste principerna för kommunerna blev Kretsloppsprincipen.. Samma år arrangerades en bomässa i Örebro, Bo92. Ett förslag till ett kretsloppshus designat av professor, Nils Tiberg och arkitekten, Bertil Thermæenius ställdes ut på mässan. Denna första prototyp var en kombination av ett växthus, kompost och hönshus där de olika funktionerna samverkade i ett ekologiskt system.
Växthuset ger vegetabilisk mat, frö och kompost. Det fångar solvärme om dagen och utbyter värme med hönshus och kompost. Hönsen ger ägg, kött, fjäder, koldioxid, energi och gödsel.

## Kretsloppshuset i Mörsil
Kretsloppshuset planerades och byggdes under åren 1997-2000. Förutom växthus och hönsgård finns café, butik och en konferenslokal. Åre kommun har stöttat lokalt engagemang för att skapa en ekologisk mat- och trädgårdskultur. Kretsloppshuset drivs av den ekonomiska föreningen Kretsloppsföreningen i Mörsil. Kretsloppshuset ingår också i Eldrimner ett nätverk för mathantverk och finns med i restaurang-guiden White Guide
Föreningen har tagit emot sjukskrivna för rehabilitering, men 2016 har Försäkringskassan slutat köpa rehabträning och framtiden för Kretsloppshuset är osäker.